# Symmetrisk kryptering
Symmetrisk kryptering, även kallad delad-nyckel-kryptering, använder samma kryptonyckel för att både kryptera och dekryptera data. Nyckeln som används kallas symmetrisk nyckel, hemlig nyckel, eller sessionsnyckel.
Eftersom samma nyckel används åt båda håll är den stora svagheten med symmetrisk kryptering att bibehålla nyckeln hemlig för obehöriga. Ju större nyckel som används desto säkrare blir krypteringen, och med en tillräckligt stor nyckel är det i praktiken omöjligt att forcera kryptot för någon som inte har tillgång till nyckeln.
Vid en symmetrisk kryptering transformeras klartext till block av krypterad data enligt ett visst protokoll, vilket utgörs av själva algoritmen. Denna anger hur data ska delas upp, och metoden för detta skiljer sig åt mellan olika krypteringsalgoritmer. Exempel på vanliga algoritmer är DES, 3DES, Blowfish och AES (Rijndael).